# 巨武蔵大喜
巨武蔵 大喜（おおむさし だいき、1976年10月8日 - ）は、東京都新宿区出身で武蔵川部屋（現在の藤島部屋）に所属していた元大相撲力士。本名は木村 謹仁（きむら のりひと）。現役時代は、身長175cm、体重141.5kg。最高位は東幕下19枚目（2001年11月場所）。

## 来歴
小学生時代はわんぱく相撲全国大会の出場を経験。中学2年生のときに武蔵川部屋関係者の知り合いから勧誘され、部屋との交流が生まれる。
1992年3月場所が初土俵。翌5月場所まで木ノ村謹仁（きのむら きんじ）を名乗って土俵に上がった。7月場所以降は巨武蔵 大喜（おおむさし だいき）を引退まで名乗ることに。取組に対する恐怖心や部屋の雑用による負担から精神的に参ってしまうこともあったが、入門前に周囲から受けた激励を思い出し、角界でやっていこうと決意していた。初土俵から丸8年となる2000年1月場所7番相撲で勝ち越しを決め、初めての幕下昇進を果たしたことが思い出だと語っている。
引退後1年ほどブラジル料理店で働く。その際に立ち寄った店がラーメンを土鍋で提供していることに着想を得て、将来はラーメン屋になることを決意。その後、ラーメン屋、つけ麺屋、油そば屋、和食屋で合計8年近く修行を積み、2014年12月に自身の店『つけ麺 しろぼし』を開店。ちゃんこ鍋の味付けとラーメンを融合させた料理を提供することで知られ、2018年にはフリーライター・池田園子の寄稿記事の形でグルメニュースとして取り上げられた。

## 主な成績
- 2018年3月場所終了現在

通算成績：304勝284敗35休（90場所）
| | 一月場所 初場所（東京）   | 三月場所 春場所（大阪）   | 五月場所 夏場所（東京）   | 七月場所 名古屋場所（愛知） | 九月場所 秋場所（東京） | 十一月場所 九州場所（福岡） |
| --- | ------------------------- | ------------------------- | ------------------------- | --------------------------- | ----------------------- | --------------------------- |
| 1992年 （平成4年） | x                         | （前相撲）                | 東序ノ口74枚目 4–3        | 西序二段162枚目 2–5         | 東序ノ口30枚目 5–2      | 西序二段130枚目 4–3         |
| 1993年 （平成5年） | 西序二段156枚目 3–4       | 西序ノ口7枚目 3–4         | 東序二段170枚目 5–2       | 西序二段118枚目 4–3         | 東序二段86枚目 3–4      | 西序二段105枚目 4–3         |
| 1994年 （平成6年） | 東序二段81枚目 4–3        | 東序二段61枚目 3–4        | 東序二段81枚目 3–4        | 東序二段104枚目 5–2         | 東序二段60枚目 3–4      | 東序二段76枚目 2–5          |
| 1995年 （平成7年） | 西序二段110枚目 4–3       | 東序二段85枚目 5–2        | 西序二段39枚目 3–4        | 西序二段53枚目 4–3          | 東序二段31枚目 3–4      | 西序二段51枚目 5–2          |
| 1996年 （平成8年） | 東序二段11枚目 3–4        | 東序二段33枚目 休場 2–4–1 | 東序二段72枚目 休場 0–0–7 | 東序二段72枚目 休場 0–0–7   | 東序二段142枚目 7–0     | 東三段目95枚目 5–2          |
| 1997年 （平成9年） | 東三段目63枚目 2–5        | 西三段目92枚目 5–2        | 東三段目64枚目 2–5        | 西三段目92枚目 4–3          | 西三段目72枚目 5–2      | 西三段目39枚目 2–5          |
| 1998年 （平成10年） | 西三段目60枚目 3–4        | 東三段目75枚目 休場 0–1–6 | 西序二段35枚目 休場 0–0–7 | 東序二段105枚目 休場 0–0–7  | 西序ノ口14枚目 6–1      | 東序二段83枚目 7–0          |
| 1999年 （平成11年） | 西三段目70枚目 4–3        | 東三段目53枚目 4–3        | 東三段目40枚目 4–3        | 西三段目25枚目 2–5          | 東三段目44枚目 4–3      | 西三段目26枚目 5–2          |
| 2000年 （平成12年） | 西三段目筆頭 4–3          | 西幕下52枚目 3–4          | 西三段目5枚目 4–3         | 西幕下55枚目 4–3            | 東幕下46枚目 1–6        | 西三段目5枚目 4–3           |
| 2001年 （平成13年） | 西幕下54枚目 4–3          | 東幕下46枚目 5–2          | 西幕下29枚目 4–3          | 西幕下20枚目 1–6            | 東幕下43枚目 6–1        | 東幕下19枚目 2–5            |
| 2002年 （平成14年） | 西幕下34枚目 3–4          | 西幕下44枚目 3–4          | 東幕下55枚目 2–5          | 東三段目15枚目 5–2          | 西幕下53枚目 4–3        | 東幕下43枚目 4–3            |
| 2003年 （平成15年） | 西幕下35枚目 3–4          | 西幕下48枚目 5–2          | 東幕下34枚目 3–4          | 西幕下40枚目 1–6            | 東三段目11枚目 2–5      | 東三段目33枚目 4–3          |
| 2004年 （平成16年） | 西三段目16枚目 4–3        | 西三段目4枚目 5–2         | 東幕下46枚目 4–3          | 東幕下39枚目 2–5            | 東三段目5枚目 3–4       | 東三段目19枚目 5–2          |
| 2005年 （平成17年） | 東幕下58枚目 4–3          | 東幕下51枚目 4–3          | 東幕下43枚目 3–4          | 西幕下52枚目 4–3            | 東幕下45枚目 5–2        | 西幕下27枚目 2–5            |
| 2006年 （平成18年） | 東幕下42枚目 2–5          | 東三段目2枚目 2–5         | 西三段目25枚目 5–2        | 西幕下59枚目 2–5            | 東三段目25枚目 3–4      | 東三段目41枚目 2–5          |
| 2007年 （平成19年） | 東三段目64枚目 引退 6–1–0 | x                         | x                         | x                           | x                       | x                           |
| 各欄の数字は、「勝ち-負け-休場」を示す。 優勝 引退 休場 十両 幕下 三賞：敢=敢闘賞、殊=殊勲賞、技=技能賞 その他：★=金星 番付階級：幕内 - 十両 - 幕下 - 三段目 - 序二段 - 序ノ口 幕内序列：横綱 - 大関 - 関脇 - 小結 - 前頭（「#数字」は各位内の序列） |                           |                           |                           |                             |                         |                             |

## 改名歴
- 木ノ村 謹仁（きのむら きんじ）1992年3月場所 - 1992年5月場所
- 巨武蔵 大喜（おおむさし だいき)1992年7月場所 - 2007年1月場所